# پیرازفورین
پیرازوفورین(به انگلیسی: Pyrazofurin) (پیرازمایسین) یک محصول طبیعی است که در استرپتومایسس کاندیدوس یافت می‌شود و یک آنالوگ نوکلئوزید مربوط به ریباویرین است. این ماده دارای خواص آنتی بیوتیکی، ضد ویروسی و ضد سرطانی است اما به دلیل عوارض جانبی شدید درکارآزمایی‌های بالینی انسانی موفق نبوده‌ است.      